# قضاء الرملة
قضاء الرملة هو تقسيم إداري سابق في فلسطين التاريخية يعود لفترة للانتداب البريطاني (بين 1920 وحتى 1948)، مركزه مدينة الرملة. يقع في الجزء الأوسط لفلسطين على ساحل البحر الأبيض المتوسط، ويحاذيه من الشمال قضاء طولكرم وقضاء يافا، ومن الشرق كل من قضاء رام الله وقضاء القدس، ويقع كل من قضاء الخليل وقضاء غزة إلى الجنوب منه.

## تاريخ
من أكبر وأقدم مدن فلسطين التاريخية. تقع اليوم في اللواء الأوسط الإسرائيلي على بعد 38 كم شمال غرب القدس. تأسست سنة 716 م على يد الخليفة الأموي سليمان بن عبد الملك، وسميت نسبة إلى الرمال التي كانت تحيطها. حسب السجلات الإسرائيلية من سنة 2004 بلغ عدد سكان الرملة 64,200 نسمة - ثلثهم من العرب، بسبب تهجير معظمهم منها بعد حرب 1948. تمتد المدينة على مساحة 11,854 دونما (11.9 كم2). وترتفع عن سطح البحر حوالي 108 م.
تقع الرملة على الطريق القديمة بين يافا والقدس ولذلك كانت موقعا استراتيجيا مهما وأصبحت مركزا إداريا للمنطقة بعد تأسيسها بقليل. بين 1949 و1967 كانت طريق الرملة الطريق الوحيدة بين المركز التجاري في تل أبيب والمؤسسات الحكومية الإسرائيلية في القدس. في 1967 بنيت طريق جديدة عبر موقع اللطرون الذي احتلته إسرائيل من الأردن في حرب 1967، وتقلصت أهمية الرملة والطريق العابرة فيها.

## مدن وقرى القضاء
| - الرملة - اللد - يبنا - مجدل يابا - عجنجول - عاقر - خربة بيت فار - أبو شوشة (الرملة) - بشيت - البرية (الرملة) - أبو الفضل (الرملة) - برفيلية - صرفند العمار - صرفند الخراب - عنابة | - بيت جيز - قولة (الرملة) - المغار (الرملة) - إدنبة - جليا - بير سالم - خربة زكريا - التينة - البرج - اللطرون - وادي حنين - المنصورة - جمزو - خربة الضهيرية | - بئر معين - خلدة - خروبة - أم كلخة - بيت سوسين - بيت شنة - بيت نبالا - دير أبو سلامة - دانيال - شلتا - دير محيسن - صيدون - قطرة - خربة البويرة | - دير طريف - سجد - الحديثة - الطيرة - قزازة - الكنيسة - النعاني - المزيرعة - القباب - القبيبة - زرنوقة - سلبيت - دير أيوب - شحمة |

## السكان اليوم

### السكان المهجرين في الضفة الغربية
يشكل اللاجئين من قضاء الرملة ما يقرب من 22% من اللاجئين المسجلين في الضفة الغربية، فيما يتركز ما يزيد عن 70% من اللاجئين من قضاء الرملة في مخيم الأمعري (20.4%)، مخيم الجلزون (18%)، مخيم قلنديا (12.7%)، مخيم عسكر (11.6%)، ومخيم بلاطة (9.3%).
ويشكل اللاجئين من اللد، بيت نبالا، بئر معين، الرملة والنعاني أكثر من 50% من اللاجئين المسجلين من قضاء الرملة في الضفة الغربية.

### السكان المهجرين في قطاع غزة
يتواجد في مخيمات قطاع غزة مُهجرين من قضاء الرملة من أبو الفضل، أبو شوشة، أم كلخة، إذنبة، البرج، البرية، القبيبة، الكنيسة، المخيزن، المغار،
المنصورة، النبي روبين، النعاني، بئر سالم، بئر معين، برفيلية، قزازة، قطرة، قولة، مجدل يابا، وادي حنين، يبنا، عاقر.